# آزار مسلمانان
آزار مسلمانان آزاری دینی نسبت به پیروان اسلام است. این صفحه، حوادثی در قرون وسطی و همچنین در تاریخ معاصر است که در آن‌ها مردمان مسلمان از جانب گروه‌های غیرمسلمان مورد آزار قرار گرفته‌اند.

## مربوط به قرون وسطی

### صدر اسلام
در اولین روزهای اسلام در مکه، مسلمانان، اغلب در معرض توهین و آزار از جانب پاگان‌های مکه‌ای قرار می‌گرفتند (که اغلب آن افراد مشرکین خوانده می‌شدند؛ کافران یا چند خداییان). بعضی مانند سمیه بنت خیاط؛ هفتمین گرویده به اسلام که گفته می‌شود ابتدا توسط عمرو ابن هشام شکنجه شد، به قتل رسیدند. حتی محمد پیامبر اسلام هم، در معرض توهین و بدرفتاری واقع شد. عقبه بن ابی معیط به روی او رودهٔ شترِ قربانی شده می‌ریخت. اُمّ جَمیل بنت حرب، همسر ابولهب نیز، معمولاً زباله‌های کثیف، جلوی درِ خانهٔ او قرار می‌داد و خار در مسیر خانه‌اش می‌گذاشت.
هنگامی که مسلمانان آزاد، اینطور مورد حمله قرار می‌گرفتند، بردگان نوکیش شرایط بسیار بدتری داشتند. برای مثال، ارباب بِلال بن ریاح حبشی با گرویدن وی به اسلام او را شکنجه کرد؛ بدین صورت که در گرمای ظهر او را به بیابان برد و به روی سینه‌اش سنگ داغ گذاشت و خواستار انکار دین خود و پرستش دین چندخدایی شد. او این کار را تا زمانی ادامه داد که عبدالله بن ابی قحافهٔ قرشی، ملقب به ابوبکر، او را خرید و آزاد کرد.

### جنگ‌های صلیبی
شهر مقدس اورشلیم و سرزمین مقدس پیش‌تر، یعنی در سال ۶۳۸م از امپراتوری بیزانس به خاک امپراتوری‌های مسلمان ضمیمه شده بودند. پیش از این جنگ‌ها خلیفهٔ فاطمی مصر ملقب به «خلیفهٔ دیوانه» بیش‌ترِ کلیساها و زیارتگاه‌های مسیحیان از جمله کلیسای مقبرهٔ مقدس را تخریب کرده بود. این، به علاوه قتل‌عام زائران ژرمنی اورشلیم که از بیزانتیوم آمده بودند، خشم اروپا را برانگیخت و الهام‌بخش پاپ اوربان دوم در فراخوانی تمام حاکمان کاتولیک، شوالیه‌ها و مردان با هدف بازپس‌گیری سرزمین مقدس از سرزمین‌های تحت حاکمیت مسلمانان شد؛ بنابراین، اولین دورهٔ جنگ‌های صلیبی را پاپ در سال ۱۰۹۵م علیه مسلمانان به راه انداخت. موج اصلی این جنگ‌ها تا ۱۹۶ سال بعد ادامه یافت و موجب کشتارهای بی‌رحمانه‌ای در هر دو جبهه شد.
همچنین تا حدی می‌توان گفت که این واکنشی به مناقشه اعطای مقام کلیسا بود؛ به‌طوری که از آن به عنوان بزرگ‌ترین درگیری بین قدرت‌های مذهبی و سکولار یاد می‌کنند. این جدال‌ها با اختلاف‌نظر امپراتور مقدس روم و پاپ گریگوری هفتم، و همچنین افزایش مفهوم جامعه مسیحی به عنوان عامل اتحاد همه مردم و حاکمان با هدایت پاپ بود؛ همان‌طور که هر دو جهت سعی می‌کردند تا افکار عمومی را به نفع خود تغییر دهند، مردم هم عیناً در یک جدال مذهبی نمایشی شرکت کردند. علاوه بر این، گفتنی ست که یکی از مهم‌ترین دلایل این جنگ‌ها رشته پیروزی‌های ترکان سلجوقی بود که به حکومت اعراب در اورشلیم پایان داد. همه این دلایل باعث شد که مسیحیان بتوانند اورشلیم را تسخیر کنند.

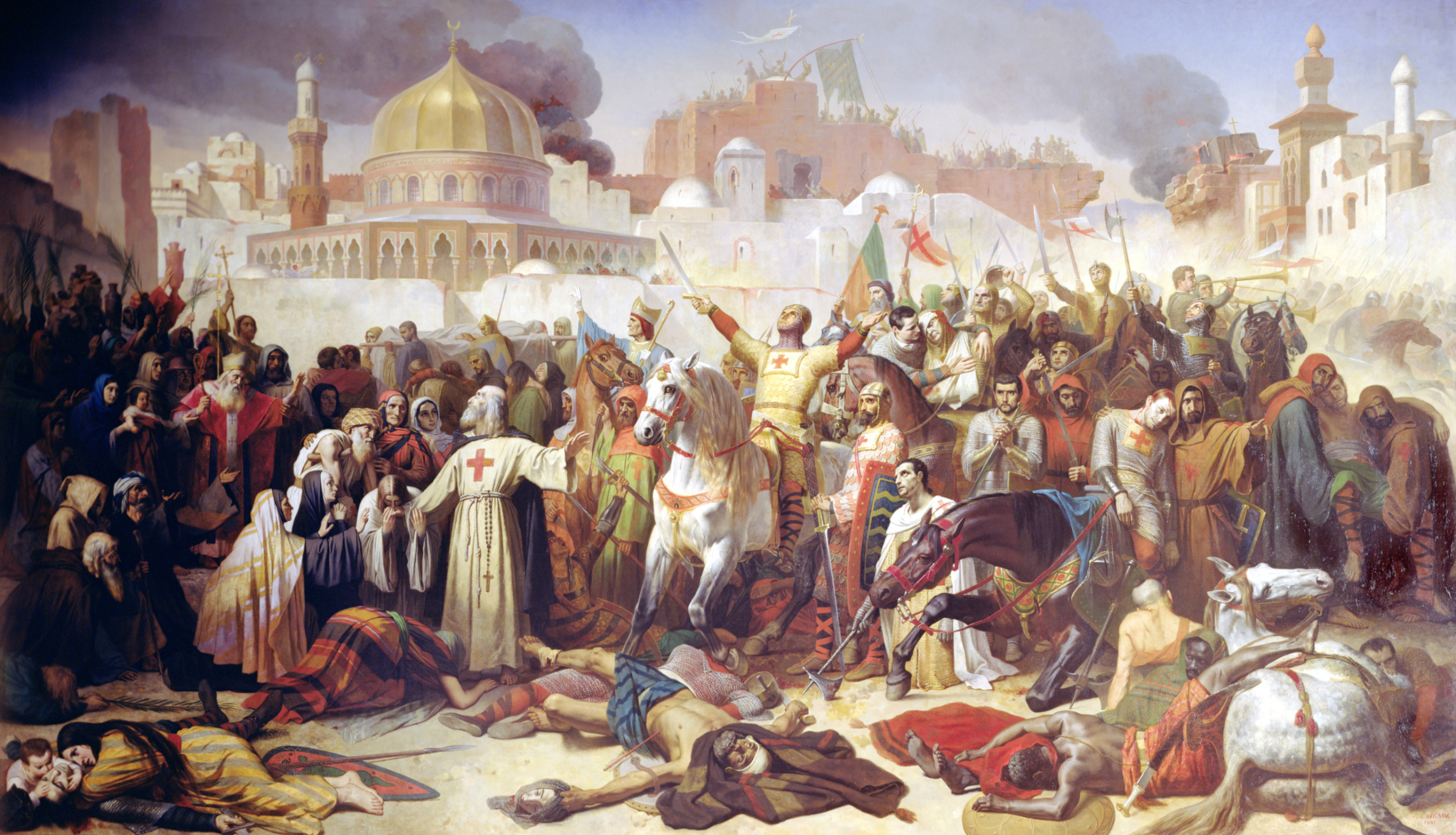
تصویری از تسخیر اورشلیم توسط مسیحیان (رویداد: ۱۰۹۹م)

روایت واقعه: در تاریخ ۷ مِی ۱۰۹۹م مسیحیان به اورشلیم رسیدند. این در حالی بود که امپراتوری سلجوقی در سال قبلش این شهر را از خلافت فاطمی مصر بازپس گرفته بود. بدین ترتیب، در ۱۵ ژوئیه همان سال مسیحیان شهر را محاصره کردند، دیوار آن را تخریب کرده و وارد شهر شدند. آن‌ها در یک قتل‌عام تاریخی در بعد از ظهر، شب و روز بعد از فتحِ شهر بیش‌تر ساکنان آن را کشتند؛ مانند مسلمانان و یهودیان. با این حال مسلمانان بسیاری در پناهگاهِ بالای کوه معبد در مسجدالاقصی پناه گرفتند؛ بنابراین مسیحیان از کشتن عدهٔ کمی چشم‌پوشی کردند. منبع ناشناس اسناد فرنکس، که برخی آن را یکی از با ارزش‌ترین منابع امروزی از اولین جنگ صلیبی می‌دانند، اینگونه می‌گوید: «… کشتار بسیار بزرگی بود، و خون تا مچ پای سربازانمان را گرفته بود…» تانکِرِد ادعا می‌کند که پرستشگاه اورشلیم برای او و مسلمانان آنجا محافظت شده بود، ولی نمی‌توانست از کشتار آن‌ها توسط یاران مسیحی‌اش جلوگیری کند. فالچر از شارتر، کشیش شرکت‌کننده در جنگ‌های صلیبی، می‌گوید: «به راستی، اگر آنجا (در جنگ) بودی پاهایمان را می‌دیدی که تا مچ با خون کشتگان رنگ‌آمیزی شده بودند. اما (دیگر) از چه باید بگویم؟ هیچ یک از ایشان زنده نماندند؛ نه از زنان نجات یافتند، و نه کودکان.»
در طول اولین جنگ صلیبی و قتل‌عام اورشلیم گزارش شده‌است که: «صدای جیغ (اطراف را احاطه کرده بود)، شعله و شکنجه نوع بشر، آواز می‌خواندند که 'مسیح، ما تو را می‌پرستیم!' با صلیبیونشان صلیب‌ها را برمی‌افشاندند.» مسلمانان یکسره کشته می‌شدند، و یهودیانی که در کنیسه‌هایشان پناه می‌گرفتند هنگامی کشته می‌شدند که صلیبیون آن‌ها را آتش می‌زدند.

## قرون اخیر

### اروپا

#### امپراتوری عثمانی
در قرن ۱۷ام روند زوال دائمی عثمانی آغاز شد، و این امپراتوری درگیر یک مناقشه ادامه‌دار گشت؛ به طوری که سرزمین‌هایی را هم در اروپا و هم در قفقاز از دست داد. متجاوزان، امپراطوری‌های قدیمی دودمان هابسبورگ، دودمان رومانوف و نیز، دولت‌های یونان، صربستان، رومانی و بلغارستان بودند. قدرت‌های اروپایی رقیب، بر روحیهٔ ملی‌گرایی در میان مردم غیرمسلمان عثمانی افزودند؛ به طوری که مسلمانان را به عنوان گروه نژادی «دستگاه جاسوسی» بازمانده از دوران پیشین توصیف کردند که نمی‌توان آن‌ها را در ایالات طراحی شدهٔ آینده گنجاند. کشاکش برای خلاصی از عثمانی، عنصری مهم در خودشناسی مسیحیان بالکان شد.

#### بوسنی و هرزگوین

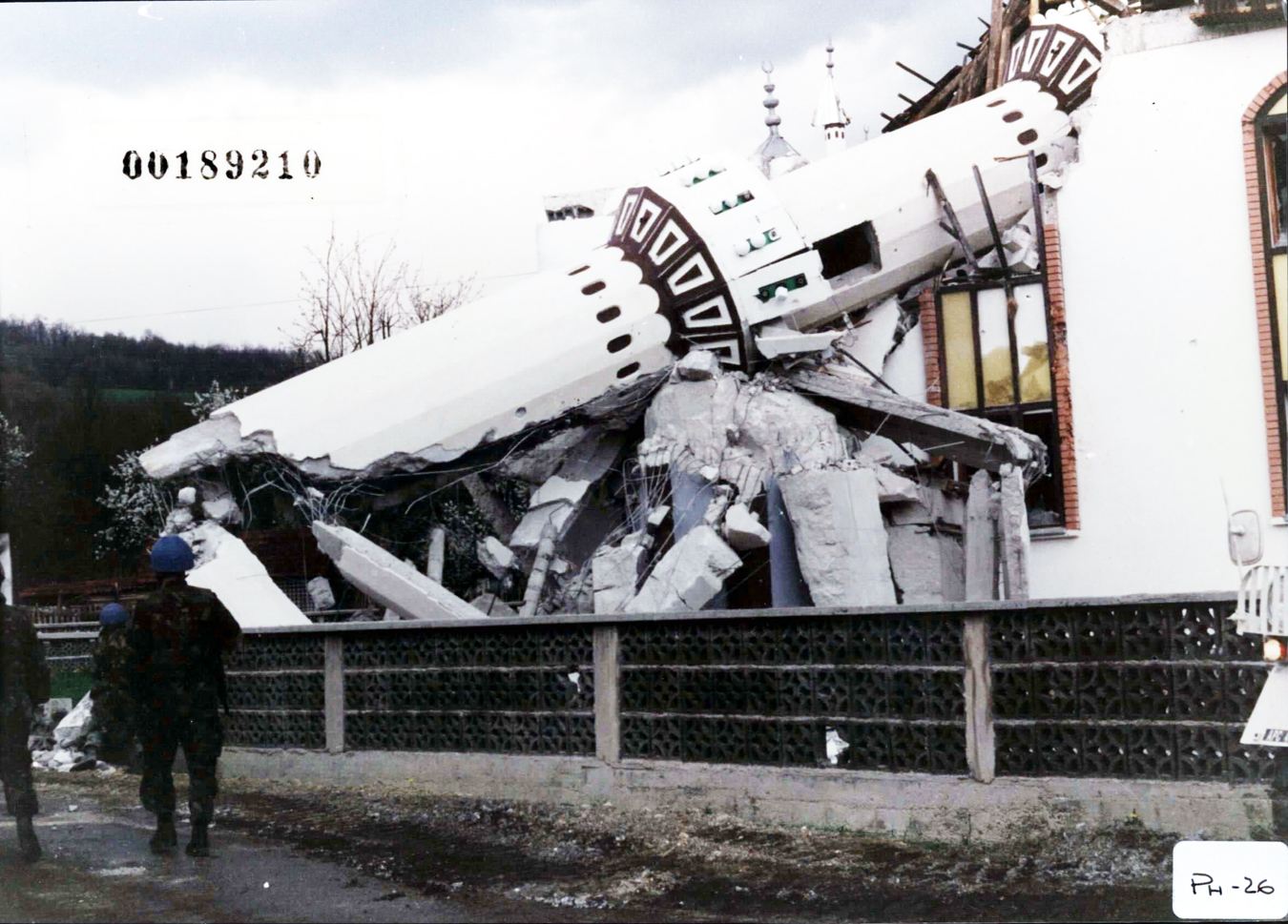
مسجد بمب‌گذاری شده در آوریل ۱۹۹۳، اهمیچی.

نسل‌کشی بوسنی به نسل‌کشی مرتکب شده در سربرنیتسا و زپا توسط نیروهای صرب بوسنی در ۱۹۹۵ میلادی، یا کمپین‌های پاک‌سازی قومیتی آن در سراسر مناطق کنترل شده توسط ارتش جمهوری صرب بوسنی اشاره دارد، که در ۱۹۹۵–۱۹۹۲ میلادی به وقوع پیوست.